# Claopodium fulvellum
Claopodium fulvellum är en bladmossart som beskrevs av Theodor Carl Karl Julius Herzog 1925. Claopodium fulvellum ingår i släktet Claopodium och familjen Thuidiaceae. Inga underarter finns listade i Catalogue of Life.